# Союз писателей Румынии
Сою́з писа́телей Румы́нии (рум. Uniunea Scriitorilor din România) — общественная организация в Румынии. Основан в 1949 году как профессиональное сообщество писателей Румынии. Имеет отделение в Кишинёве. Бывшее Общество румынских писателей (Societatea Scriitorilor Români), основанное в 1908 году, вошло в состав Союза писателей.

## Президенты
- Захария Станку (1949—1956)
- Михаил Садовяну (1956—1961)
- Михай Бенюк (1962—1964)
- Демостене Ботез (1964—1966)
- Захария Станку (1966—1974)
- Вирджил Теодореску (1974—1978)
- Джордже Маковеску (1978—1982)
- Думитру Раду Попеску (1982—1990)
- Мирча Динеску (1990—1996)
- Лауренциу Уличи (1996—2000)
- Эуджен Урикару (2000—2005)
- Николае Манолеску (с 2005)

## Почётные президенты
- Михаил Садовяну (1949—1956)
- Тудор Аргези (1962—1967)
- Виктор Ефтимиу (1972)
- Штефан Августин Дойнаш (1990)